# More Than Strangers
More Than Strangers ist eine Tragikomödie von Sylvie Michel. Die Premiere des Roadmovies erfolgte im Juni 2023 beim Filmfest München. Im August 2024 kam der Film in die deutschen Kinos.

## Handlung
Der Franzose Patrick hält sich mit Gelegenheitsjobs über Wasser und soll nun für ein älteres Ehepaar aus Berlin ein Auto in die französische Hauptstadt überführen. Um etwas Geld zusätzlich zu verdienen, beschließt er kurzerhand, noch die zwei jungen Deutschen Julia und Chris, die Griechin Sofia und den aus Ghana stammenden George mitzunehmen.

## Produktion
Regie führte die in Berlin lebende Französin Sylvie Michel, die gemeinsam mit Maria Teresa Curzio auch das Drehbuch schrieb.

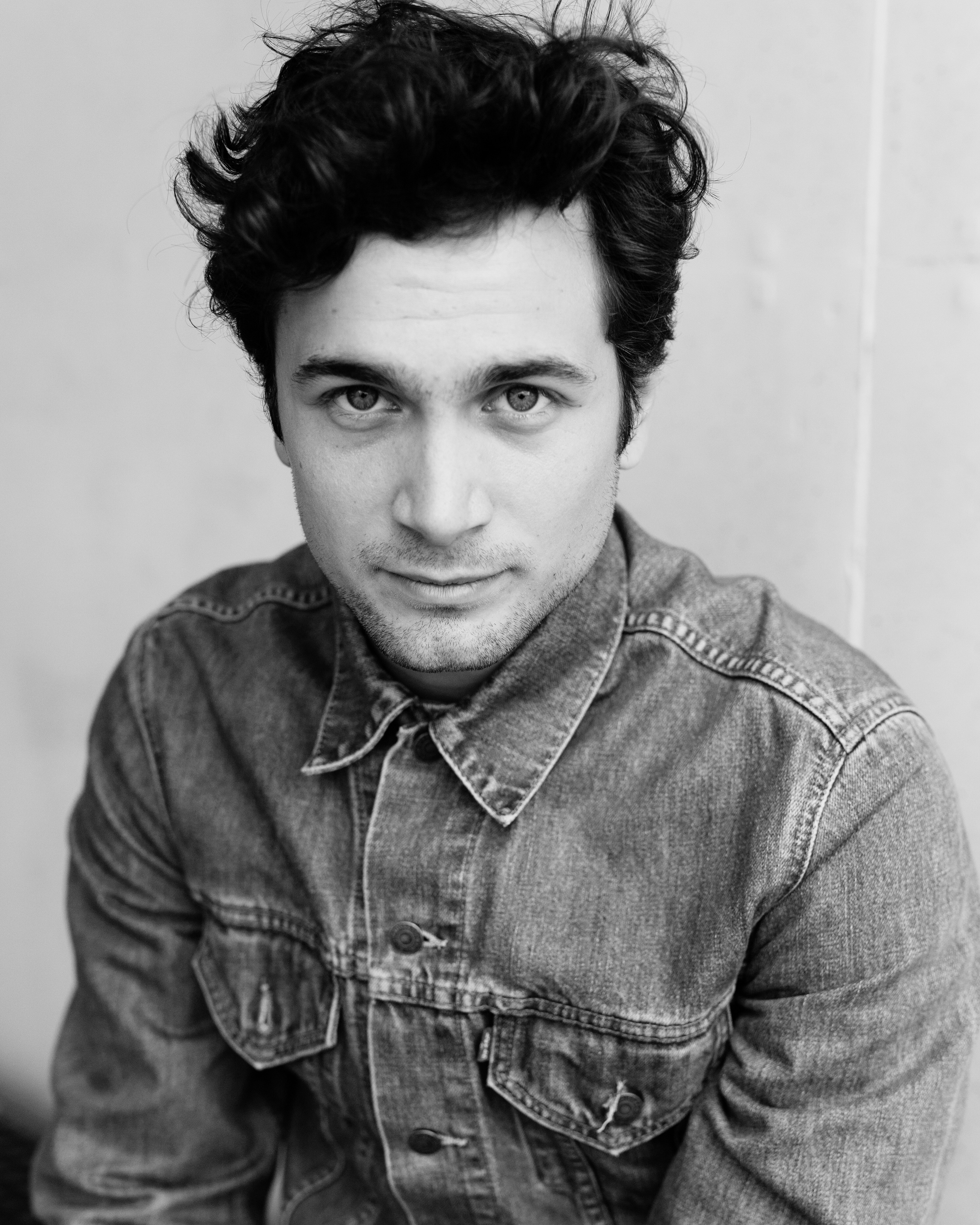
Samuel Schneider spielt Chris

Cyril Guei spielt den Franzosen Patrick. Julie Kieffer und Samuel Schneider spielen seine deutschen Mitfahrer Julia und Chris, Smaragda Karydi die Griechin Sofia und Léo Daudin den aus Ghana stammenden George. Durch die Besetzung entstand ein Sprachenmix aus Deutsch, Französisch, Englisch und Griechisch.
Der Film erhielt vom Deutschen Filmförderfonds eine Produktionsförderung in Höhe von rund 250.000 Euro und von der Mitteldeutschen Medienförderung neben einer Förderung für die Projektentwicklung in Höhe von 50.000 Euro weitere 450.000 Euro als Nachwuchsförderung. 
Die Dreharbeiten fanden im Jahr 2022 vollständig in Sachsen-Anhalt statt.
Die Premiere des Films war am 25. Juni 2023 beim Filmfest München. Im November 2023 wurde er beim Internationalen Filmfestival Thessalonik gezeigt. Im Juni 2024 wurde der Film beim Sydney Film Festival vorgestellt. Der Kinostart in Deutschland war am 22. August 2024.

## Rezeption

### Kritiken
Thomas Abeltshauser schreibt in seiner Kritik für epd Film, auch wenn das rollende Kammerspiel seine konstruiert wirkende Form auf den langen Kilometern nie ganz hinter sich lassen könne, sei der Film flott inszeniert, und Kameramann Patrick Orth mache das Beste aus dem beengten Raum, finde immer wieder neue Einstellungen und Blickachsen zwischen den Mitfahrenden: „Als Zuschauer sitzt man mittendrin.“  Nicht jede Wendung des Drehbuchs sei glaubhaft und manche Szene schramme arg am Klischee entlang, doch davon abgesehen bleibe der Tonfall meist angenehm zurückgenommen, auch wenn es dramatisch wird.

### Auszeichnungen
Filmfest München 2023
- Auszeichnung mit dem Förderpreis Neues Deutsches Kino – Regie (Sylvie Michel)
- Nominierung für den Förderpreis Neues Deutsches Kino – Drehbuch (Sylvie Michel und Maria Teresa Curzio)
- Nominierung für den Förderpreis Neues Deutsches Kino – Schauspiel (Julie Kieffer und Léo Daudin)[7][8]

Günter-Rohrbach-Filmpreis 2024
- Aufnahme in die Shortlist[9]